# Блудов, Дмитрий Николаевич
Граф (с 18 апреля 1842) Дми́трий Никола́евич Блу́дов (5 (16) апреля 1785, Романово Шуйского уезда Владимирской губернии — 19 февраля (2 марта) 1864, Санкт-Петербург) — русский литератор и государственный деятель, министр внутренних дел (12 февраля 1832 года — 15 февраля 1839 года), главноуправляющий Вторым отделением (31 декабря 1839 года — 6 декабря 1861 года), председатель Государственного совета (8 января 1861 года — 19 февраля 1864 года) и председатель Комитета министров (8 января 1861 года — 19 февраля 1864 года). Статс-секретарь Его Императорского Величества (11 июля 1826 года). Действительный тайный советник (14 февраля 1839 года).
Вместе с Д. В. Дашковым стоял у истоков литературного общества «Арзамас». Президент Петербургской академии наук (26 ноября 1855 года — 19 февраля 1864 года).

## Биография
Происходил из заурядного дворянского рода Блудовых. Родился в Шуйском уезде Владимирской губернии, в отцовском имении Романово. Рано лишившись отца, воспитывался матерью Екатериной Ермолаевной (1754—01.01.1807), дочерью статского советника Ермолая Васильевича Тишина. Переехав с нею в Москву, в 1800 году поступил на службу в архив иностранных дел, где познакомился в числе прочих с братьями Тургеневыми, Дашковым и Вигелем. В своих записках последний не жалеет добрых слов по отношению к Блудову, оказывавшему ему впоследствии протекцию.
Благодаря покровительству жены фельдмаршала Каменского молодой Блудов перешёл на дипломатическую службу в иностранную коллегию и переехал в Петербург. Как двоюродный брат В. А. Озерова и двоюродный племянник Г. Р. Державина он был с готовностью принят в кругу столичных литераторов. Вместе с Жуковским находился в рядах молодых писателей, которые под знаменем Карамзина боролись оружием иронии против крайностей школы Шишкова.
Рано поступив на дипломатическое поприще, Блудов ограничивал своё участие в литературе тесными связями с молодыми писателями карамзинского круга, которые нередко обращались к нему за советами. В 1815 году Блудов, Дашков и ещё несколько человек организовали общество «Арзамас», где Блудову было присвоено шуточное имя «Кассандра». После смерти Карамзина готовил к печати последний, неоконченный том «Истории государства Российского». Известно, что незадолго перед своей смертью историограф указал императору Николаю на Блудова как на человека консервативного и вместе с тем просвещённого, то есть достойного занять место в высшей государственной администрации.

### Николаевский сановник
Испытав в детстве сильное влияние одного из своих гувернёров, эмигранта графа де Фонтеля, Блудов соединял преклонение перед просветительской философией XVIII века с исключительно отрицательным отношением к французской революции. К этому влиянию присоединилось впоследствии пребывание Блудова по дипломатической службе в конституционных монархиях — Швеции и Англии. В Лондоне, где Блудов пробыл более двух лет (1817—1820) сначала советником посольства, а потом поверенным в делах, он внимательно следил за политической и литературной жизнью.
Тотчас по вступлении своём на престол Николай I назначил Блудова на ответственное место делопроизводителя верховного суда над декабристами. Составление обвинительного доклада по итогам этого дела снискало Блудову благоволение в глазах монарха и позволило выдвинуться. Этот блудовский доклад был разгромлен заочно приговорённым Н. И. Тургеневым в книге «Россия и русские» (Париж, 1847).

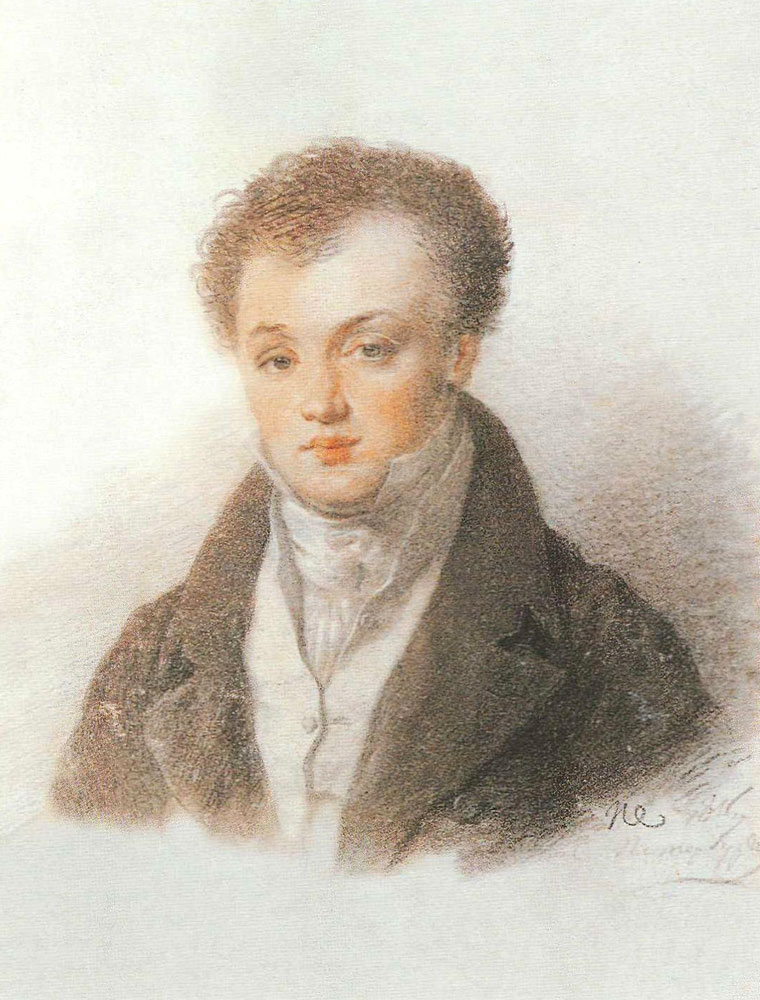
Акварель П. Ф. Соколова, 1816

По окончании суда Блудов пожалован был в статс-секретари и в том же 1826 году занял место товарища министра народного просвещения и вместе с тем главноуправляющего делами иностранных исповеданий. В 1828 году император изъявил Блудову особенное своё благоволение по поводу устройства греко-униатских церквей в России и пожаловал его в тайные советники.
В 1830 году Блудов несколько месяцев в отсутствие Дашкова управлял министерством юстиции, с 1832 года — министерством внутренних дел, с 1837 года — министерством юстиции до декабря 1839 года, когда, пожалованный в действительные тайные советники, назначен был главноуправляющим II отделением Собственной Е. И. В. канцелярии, членом Государственного совета и председателем его департамента законов. Согласно вердикту Большой советской энциклопедии

Типичный бюрократ николаевского царствования, образованный и способный, но лишённый всякой оригинальности, отлично умевший приспосабливаться к обстоятельствам, по существу — консерватор, но готовый в мелочах идти на уступки «новым веяниям», Блудов успешно делал свою карьеру при самых разнообразных обстоятельствах.
С 1832 по 1838 год Дмитрий Николаевич Блудов исполнял обязанности председателя Сибирского комитета.
С 1840 года Блудов присутствовал в департаменте дел Царства Польского. Под его редакцией как главноуправляющего II отделением вышли два издания Свода Законов (1842 и 1857 годы); он же был главным деятелем при составлении Уложения о наказаниях 1845 года, которое внесло некоторый порядок в систему наказаний, традиционно страдавшую в России неопределённостью.
15 апреля 1845 года был награждён орденом Св. Андрея Первозванного.
В 1847 году Блудовым подписан конкордат с римской курией. Во время революционных волнений 1848 года отговорил Николая от закрытия университетов. В 1855 году откликнулся на смерть монарха мемуаром «Последние часы жизни императора Николая I», тогда же переведённым на польский, немецкий, английский и французский языки.

### Последние годы
После начала великих реформ Блудов вспомнил прогрессивные устремления своей молодости и вновь сумел оказаться полезен верховной власти. Он разработал проект судебной реформы, предусматривавший отход от сословной системы и отделение судебной власти от исполнительной. С 1857 года состоял членом комитета для рассмотрения постановлений и предположений о крепостном состоянии в России. В царствование Александра II Блудов был назначен президентом Академии наук (1855 год), председателем еврейского Комитета (1856 год), председателем Комитета главного попечительства детских приютов (2 марта 1857 года), председателем Государственного совета и Комитета министров (1862 год). Был Статс-секретарём у Александра II.
С 1859 года по очерёдности награждения входил в состав пенсионеров — кавалеров ордена Святого апостола Андрея Первозванного (800 рублей в год).
Умер 19 февраля (2 марта) 1864 года, погребён на Тихвинском кладбище Александро-Невской лавры. Записки, которые он вёл на протяжении всей жизни, остались неопубликованными, хотя обширные выдержки из них предал гласности Егор Ковалевский в своей биографии Блудова, вышедшей через два года после его смерти.

## Почётные звания и награды
- Орден Святого Владимира 4-й степени (11.08.1810)
- Орден Святой Анны 2-й степени (08.09.1813)
- Орден Святого Владимира 3-й степени (03.07.1820)
- Орден Святого Владимира 2-й степени (11.08.1823)
- Орден Святой Анны 1-й степени (25.06.1826)
- Императорская корона к ордену Святой Анны 1-й степени (05.12.1830)
- Орден Белого орла (06.01.1832)
- Орден Святого Александра Невского (31.12.1832)
- Орден Святого Владимира 1-й степени (16.04.1841)
- Орден Святого Андрея Первозванного (15.04.1845)
- Бриллиантовые знаки к ордену Святого Андрея Первозванного (05.12.1847)
- Портреты императоров Николая I и Александра II, украшенные алмазами, для ношения в петлице (26.08.1856)
- Прощён долг Государственному заёмному банку в 42 тыс. руб. серебром (16.09.1856)
- Знак отличия беспорочной службы за XXV лет (22.08.1828)
- Знак отличия беспорочной службы за XXX лет (22.08.1834)
- Знак отличия беспорочной службы за XL лет (22.08.1845)
- Знак отличия беспорочной службы за L лет (22.08.1855)
- Почётный член Петербургской академии наук (29.12.1826)
- Почётный член Российской академии (14.04.1828)
- Почётный член Русского географического общества (12.04.1850)

Иностранные:
- Голландский орден Согласия (01.10.1808)
- Папский орден Пия IX 1-го класса (05.02.1849)

## Семья

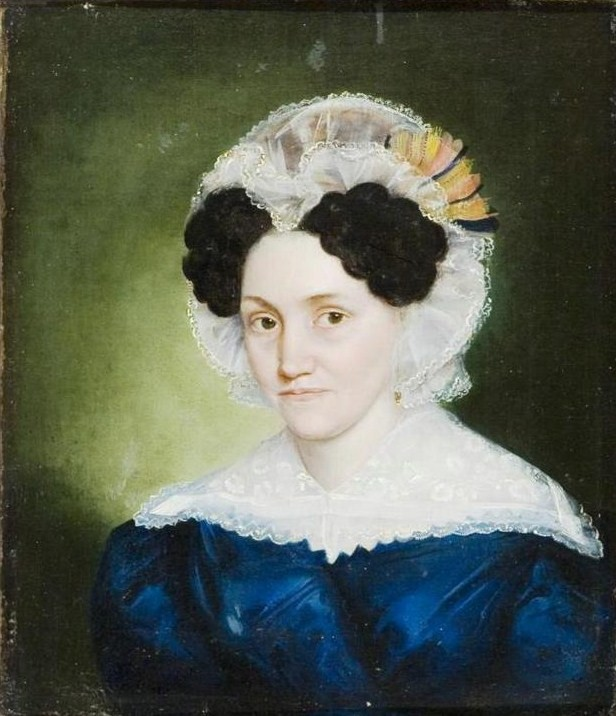
Анна Андреевна, жена

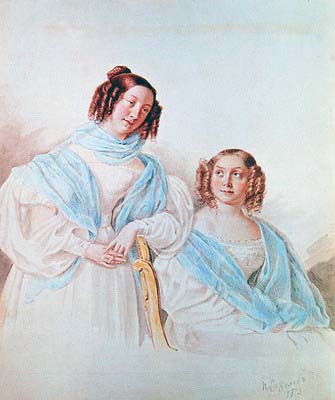
Антонина и Лидия Блудовы на акварели П. Ф. Соколова

Жена (с 26 апреля 1812 года) — княжна Анна Андреевна Щербатова (01.06.1777—06.02.1848), фрейлина (1797), дочь князя А. Н. Щербатова. Блудов был влюблён в княжну с 16 лет. Она была примечательна нежными чертами лица, при дворе многие находили в ней сходство с императрицей Елизаветой Алексеевной. Из-за своей молодости он не мог жениться, княжна долго оставалась для него недосягаемой. Через несколько лет, достигнув положения в свете, Блудов сделал предложение. Препятствием к браку стала мать невесты, она не хотела слышать об этом браке. Княгиня Антонина Войновна Щербатова, урождённая Яворская (1756—1812) была известна своею набожностью, строгими правилами, гордилась знатностью, была сурова и надменна. Многим молодым людям, достойным её дочери, она отказывала в её руке, отказала и Блудову. Старания графини Анны Павловны Каменской (матери главнокомандующего), заменившей Блудову покойную мать его, с которой она находилась в тесной дружбе, и быстрое служебное возвышение Блудова сломили долголетнее упорство княгини Щербатовой.
Долгожданное венчание 27-летнего Дмитрия Блудова и 34-летней Анны Щербатовой состоялось в Петербурге во Владимирском соборе. По словам Ф. Ф. Вигеля, Анна Андреевна была «дама почтенная и любезная; природа одарила её чувствами самыми нежными и кроткими, она любила ближних не пылко, но искренно и постоянно. Около неё была атмосфера добра и благосклонности, муж, дети и родственники, более других испытывали усладительное действие оной; но и друзья и знакомые их, вступая в этот благорастворённый круг, подчинялись его приятному влиянию». За заслуги мужа 1 июля 1837 года была пожалована в кавалерственные дамы ордена Святого Екатерины (малого креста). Похоронена рядом с мужем. В браке Блудовы имели детей:
- Антонина (1813—1891), фрейлина, автор «Записок» с воспоминаниями о Пушкине.
- Лидия (12.07.1815[12]—1882), крещена 27 июля 1815 года во Владимирском соборе при восприемстве Е. П. Поликарповой; фрейлина, замужем с 1837 года за Егором Ивановичем Шевичем (1808—1849).
- Андрей (1817—1886), дипломат, занимал должность посла в Швеции, потом в Бельгии.
- Вадим Дмитриевич (1819—1902)[13].

Блудову принадлежал доходный дом по адресу Невский, 80, второй от угла Литейного проспекта. В доме Блудова литераторы всегда встречали радушный приём, находили поддержку и совет. Крупнейшие писатели (в их числе Л. Н. Толстой) читали в доме Блудова свои произведения ещё до их появления в печати.

## Память
На Богоявленском храме в селе Старая Майна, построенный в 1823 году на средства графа Дмитрия Николаевича Блудова, установлена мемориальная доска.

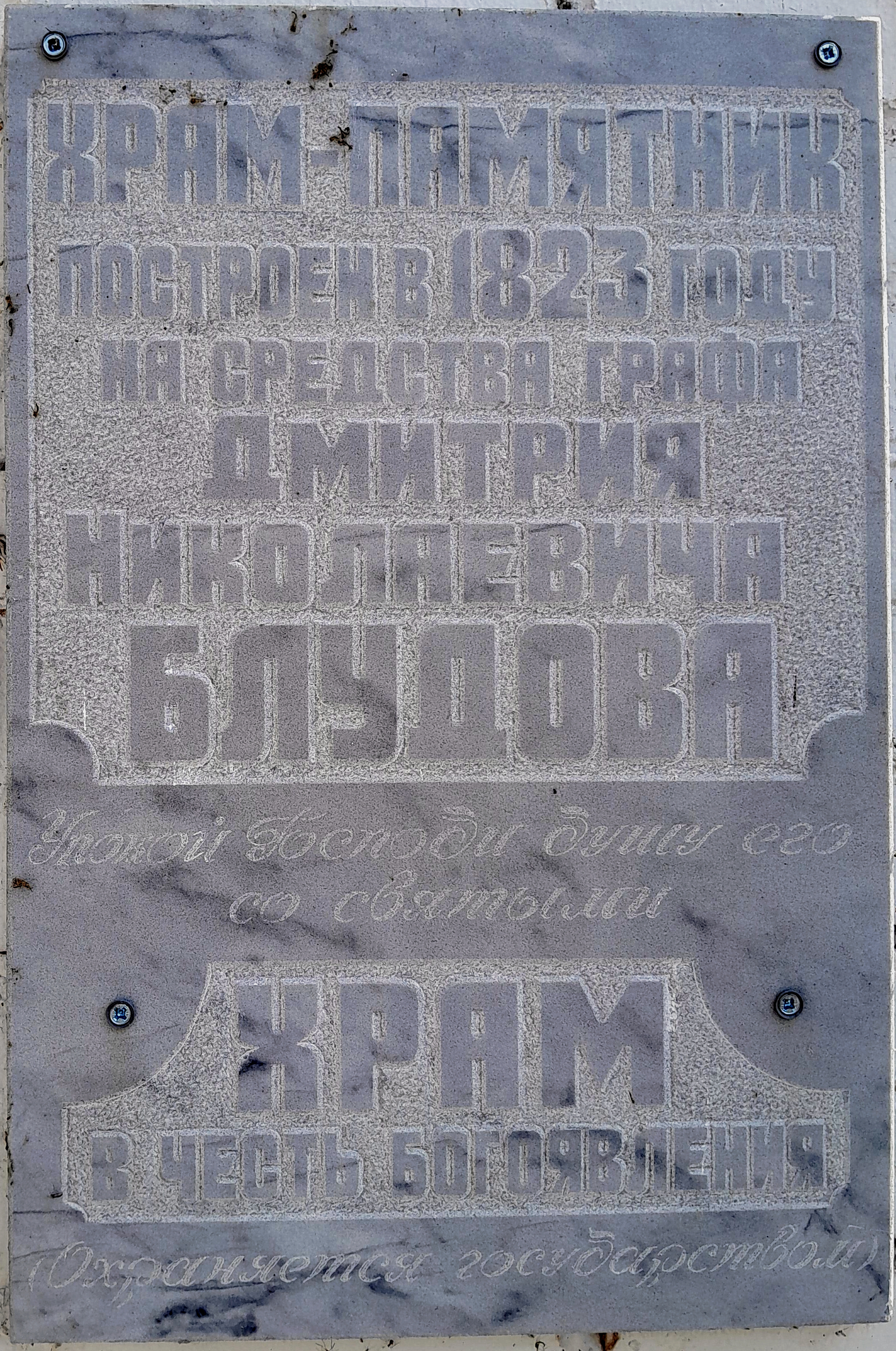
Мемориальная доска Д. Н. Блудову.